# Lichtmesssingen
Das Lichtmesssingen stellt einen Heischebrauch dar, bei dem eine oder mehrere Gruppen von Sängern von Tür zu Tür gehen, um dort Glückwünsche zu verbreiten. Meistens bedanken sich die Menschen mit einer Bewirtung oder Spende, die meist karitativen Zwecken zugutekommen. Lichtmesssingen findet am Vorabend von Maria Lichtmess vom 1. Februar bis zum 2. Februar in über 200 Gemeinden im südlichen Niederösterreich statt. In den anschließenden Tagen gibt es noch ein Lichtmessmahl. Lichtmesssingen wurde 2018 in die Liste des immateriellen Kulturerbes der UNESCO aufgenommen.

## Historische Entwicklung
Die Tradition des Lichtmesssingens galt als Start des bäuerlichen Arbeitsjahres mit 2. Februar und bot jungen Knechten die Chance für einen Wechsel des Dienst/Arbeitgebers. Somit kann man es als einen Brauch des beruflichen Neujahres interpretieren, welches erstmals im Jahre 1896 vom Volksschullehrer Heinrich Moses beschrieben wurde. Das Lied besteht aus einem Vorsänger und einem ihm nach jeder Strophe folgendem Chor. Eine frühere Variante findet sich seit 1602 in Graz.

## Aktuelle Aktivitäten
Auch heutzutage wird der Umzug in der Nacht zu Mariä Lichtmess, 2. Februar durchgeführt. Die Niederösterreicher ziehen von Haus zu Haus um Glückwünsche zu überbringen. Nach einer Gesangsvorführung werden sie von den Hausbewohnern bewirtet und erhalten Spenden.